# Grief (groupe)
Pour les articles homonymes, voir Grief.
Grief est un groupe américain de doom metal, originaire de Boston, dans le Massachusetts.

## Histoire
Grief est formé en 1991 par Terry Savastano, guitariste de Disrupt, et Pete Donovan, batteur de Unleashed Anger. Randy Odierno (qui passera plus tard à la basse et quittera le groupe pour rejoindre Bane of Existence) et Jeff Hayward les rejoignent peu de temps après. En 1993, Grief publie la compilation de son travail précédent sous le titre de l'EP Dismal, sorti un an auparavant. Pour Dismal, Grief collabore avec le label indépendant Common Cause. L'année suivante, Grief sort son premier album Come to Grief sur Century Media. En 2011, le magazine Decibel qualifie l'album de « classique oublié du metal extrême et du sludge populaire » (à l'époque de la critique). Grief change ensuite de partenaire contractuel pour Pessimiser Records, avec lequel ils coopéreront jusqu'à la fin de leur carrière. Les albums Miserably Ever After, Torso et le dernier And Man Becomes the Hunted sortent chez Pessimier.
Le groupe se sépare en 2001, principalement en raison de problèmes de batteurs - un problème qui s'était déjà posé au groupe depuis le début. Ils invoquent également ce qu'ils appellent un « environnement hostile pour les groupes de doom metal ». Ils se réunissent brièvement en juillet 2005 pour donner une série de concerts de retrouvailles.
Le groupe se reforme en 2008 et tourne aux États-Unis et en Europe, mais il se sépare rapidement à nouveau en mars 2009.
En 2012, Savastano conçoit l'idée de réunir Grief sous le nom de Come to Grief, d'après l'album séminal de 1994. Leur nom est changé en 2014 et suit d'une apparition en tête d'affiche au Deadfest 2015 d'Oakland, en Californie,,.

## Discographie

### Albums studio
- 1994 : Come to Grief (Century Media)
- 1996 : Miserably Ever After (Pessimiser Records)
- 1998 : Torso (Pessimiser Records)
- 2000 : …and Man Will Become the Hunted (Pessimiser Records)

### Compilations
- 1993 : Dismal (Common Cause)
- 2002 : Turbulent Times (Southern Lord)

### Album live
- 2006 : Alive (Southern Lord)

### Split, singles et EP
- 1992 : Grief (single, Grievance Records)
- 1992 : Dismal (EP, Grievance Records)
- 1993 : Lifeless / Sleep (split avec Dystopia, Life Is Abuse)
- 1993 : Grief / 13 (split avec 16, Grievance Records)
- 1994 : Trigger Happy / Pessimiser (split avec 16, Pessimiser Records)
- 1995 : Green Vegetable Matter / Soilent Green (split avec Soilent Green, Pessimiser Records)
- 1995 : No Choice / Terrorism of Thought… Terrorism of Sound (split avec Suppression, Bovine Records)
- 1995 : Corrupted / Grief (split avec Corrupted, HG Fact)
- 1998 : Bored / At Dawn They Sleep (split avec 16, Pessimiser Records)
- 1999 : He’s No Good to Me Dead - 74 Minutes of Extreme Pain (split avec Sourvein, Bongzilla, Negative Reaction und Subsanity, Game Two Records)
- 2008 : European Tour (single, Alerta Antifascista Records)